# 成田和也
成田和也（日语：／ Narita Kazuya，1979年2月25日—），日本男子自行车运动员。他曾代表日本参加2006年和2010年亚洲运动会自行车比赛，其中2006年亚运会获得一枚金牌，2010年亚运会获得一枚银牌。